# Tratado de Hubertsburg

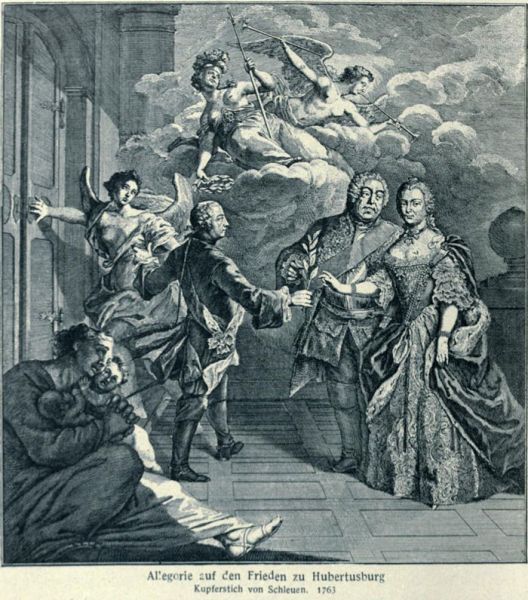
O folheto alegórico de 1763 representa a Paz de Hubertusburg entre Prússia, Áustria e Saxônia (ou Polônia). Mostra Frederico II oferecendo um ramo de oliveira à monarca Maria Teresa, com a mediação da Saxônia, enquanto a deusa da paz deixa a sala e Bellona coroa Frederico com louros da vitória. No primeiro plano, uma mãe com seus filhos simboliza a miséria causada pela guerra. O gravador foi Johann David Schleuen, e o texto, de Anna Luise Karsch.

O Tratado de Hubertusburg (em alemão: Frieden von Hubertusburg) foi assinado em 15 de fevereiro de 1763 no Castelo de Hubertusburg pela Prússia, Áustria e Saxônia para encerrar a Terceira Guerra da Silésia. Juntamente com o Tratado de Paris, assinado cinco dias antes, marcou o fim da Guerra dos Sete Anos. O tratado encerrou o conflito continental sem mudanças significativas nas fronteiras pré-guerra. A Áustria e a Saxônia renunciaram a todas as reivindicações aos territórios da Silésia cedidos à Prússia no Tratado de Berlim de 1742 e no Tratado de Dresden de 1745. A Prússia estava claramente entre as grandes potências européias, enquanto o tratado aumentava a rivalidade com a Áustria.

## Resultado
Depois de prolongadas negociações entre as potências cansadas da guerra, a paz foi feita entre a Prússia, Áustria e Saxônia em Hubertusburg e entre a Grã-Bretanha, França e Espanha em Paris. O Tratado de Hubertusburg restaurou o status quo pré-guerra, mas marcou a ascensão da Prússia como uma das principais potências europeias. Através do Tratado de Paris, a Grã-Bretanha emergiu como o principal império colonial do mundo, que havia sido seu principal objetivo na guerra, e a França perdeu a maior parte de suas possessões ultramarinas. 
A frase "Hubertsburg Peace" às vezes é usada como uma descrição para qualquer tratado que restaure a situação existente antes do início do conflito.